# Jakob Roggeveen
Jakob Roggeveen, né le 1er février 1659 à Middelbourg et décédé le 31 janvier 1729 dans la même ville, était un explorateur néerlandais. Envoyé trouver la Terra Australis, il est le premier européen à documenter sa découverte de l'île de Pâques en 1722.

## Biographie

### Famille

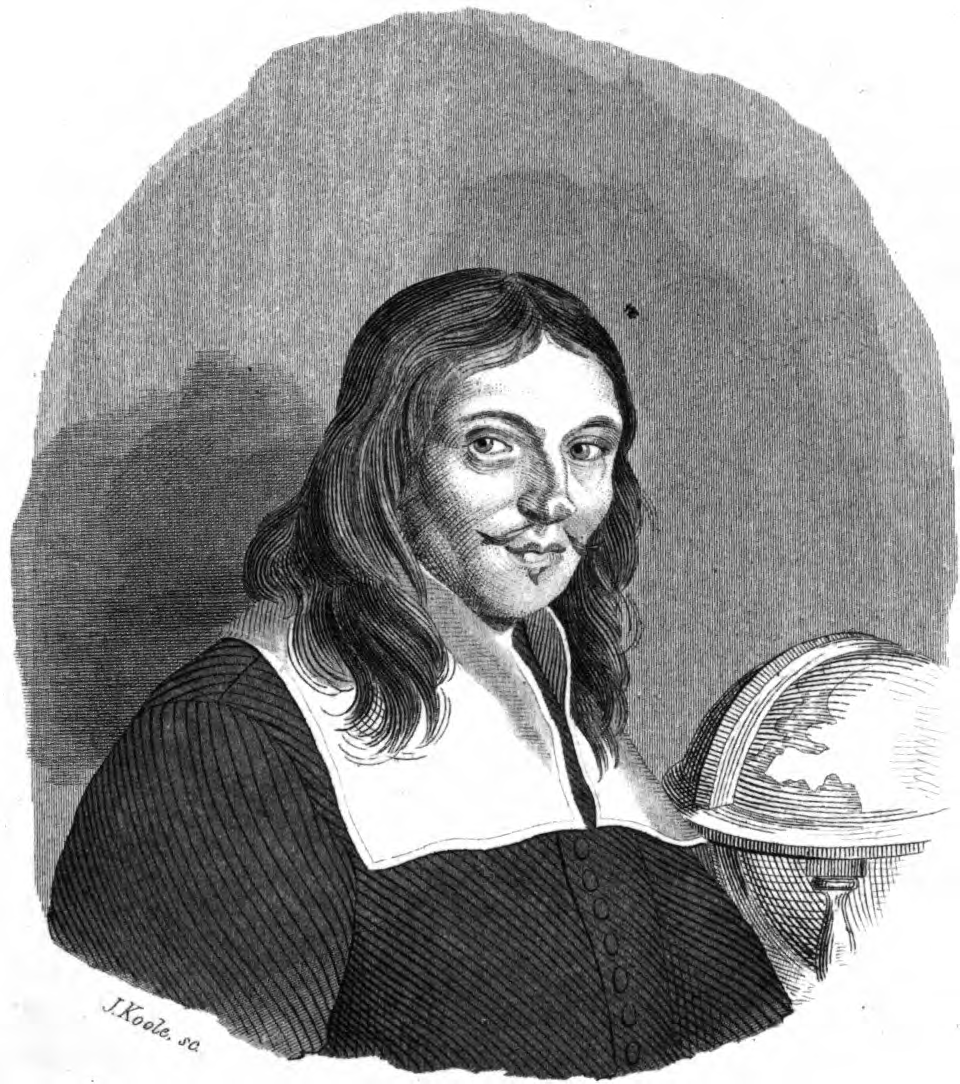
Arent Roggeveen

Son père, Arent Roggeveen, était un mathématicien également fin connaisseur en astronomie, en géographie et en navigation. Ce dernier a étudié la mythique Terra Australis, et a finalement obtenu un brevet pour une expédition exploratoire. Toutefois, c'est son fils qui, en 1721 et à l'âge de 62 ans, a par la suite équipé trois bateaux et est parti,.

### Carrière
Auparavant, il eut une vie bien remplie. Il devint notaire de Middelbourg (où il est né) le 30 mars 1683. Le 12 août 1690, il obtint un doctorat en droit à l'université de Harderwijk, et travailla entre 1707 et 1714 en tant que Raadsheer van Justitie (seigneur du Conseil de la justice) à Batavia (aujourd'hui Jakarta). En 1715, il revint à Middelbourg.
Il fut impliqué dans des polémiques religieuses en soutenant le pasteur libéral Pontiaan van Hattem (nl), en publiant le feuillet De val van 's werelds afgod (La chute de l'idole du monde). La première partie parut en 1718 à Middelbourg, et fut plus tard confisquée par le conseil municipal et brûlée. Roggeveen fuit Middelbourg et, plus tard, Flessingue. Il s'établit à Arnemuiden, et édita la deuxième et la troisième partie de ses écrits, soulevant encore une polémique.

### Expédition

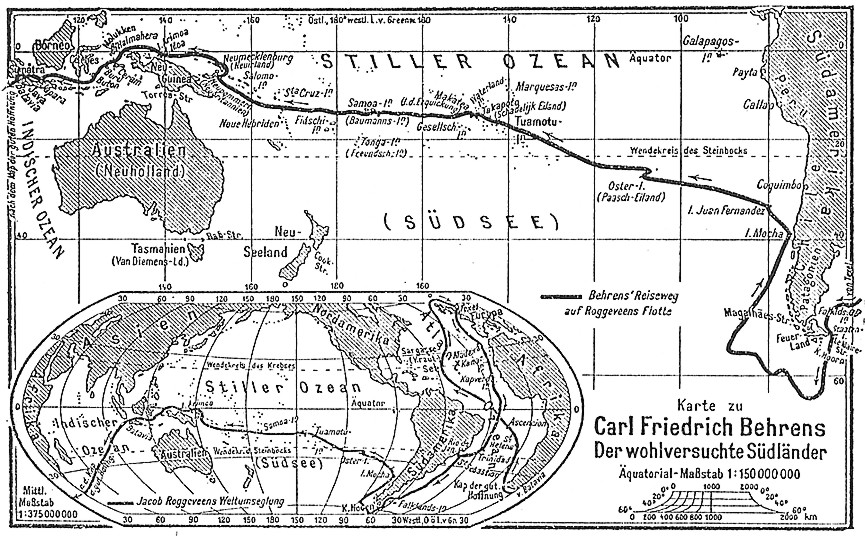
Carte de l'itinéraire de Roggeveen établie par Carl Friedrich Behrens en 1737.

Le 1er août 1721, il entama son expédition de Texel à la recherche de la Terra Australis, au service de la Compagnie néerlandaise des Indes occidentales. Il partit avec trois bateaux : l’Arend, le Thienhoven, et l’Afrikaansche Galey (l'un étant sous le commandement du navigateur allemand Carl Friedrich Behrens).
Sa nomination à la tête de l'expédition surprend car Roggeveen n'a jamais mené d'expédition maritime.
Roggeveen navigua d'abord vers le bas des îles Malouines (qu'il renomme Belgia australis), traversa le détroit de Le Maire et continua vers le sud puis atteignit l'océan Pacifique. Il s'arrêta d'abord près de Valdivia puis visita l'archipel Juan Fernández, où il resta du 24 février au 17 mars et y découvrit des vestiges d'Alexandre Selkirk (Robinson Crusoé) ainsi que des chèvres marquées à l'oreille par lui. Le 5 avril 1722, le jour de Pâques, l'île est repérée et nommée Paasch-Eyland (île de Pâques). Il navigua alors jusqu'à Batavia en passant par l'archipel des Tuamotu, les îles de la Société et certaines îles qu'il découvrit dont les Samoa et Makatea. Il y fut toutefois arrêté pour avoir violé le monopole de la Compagnie néerlandaise des Indes orientales, et tous ses documents de voyage ont été saisis. La compagnie sera plus tard contrainte de le libérer, de lui donner une compensation pour les ennuis causés et d'indemniser son équipage. En 1723, Roggeveen rentra aux Provinces-Unies.
Après son retour, Roggeveen publia la quatrième partie de De val van 's werelds afgod. Les différentes éditions publiées furent condamnées et subirent le même sort que la toute première partie.

## Découverte de l'île de Pâques
Roggeven ancre ses navires au large de l'île. Un Pascuan traverse 5 kilomètres de mer depuis l'île pour rencontrer les visiteurs européens, et se présente complètement nu à eux.
Dans son journal de bord, Roggeven fait part de la crainte que cause sa flotte aux indigènes. « ils allumèrent des feux devant des images dressées d'une hauteur remarquable, et ils s'accroupissaient sur leurs talons, la tête penchée, et, joignant leurs paumes, les baissaient et les élevaient alternativement ». Il mentionne le nombre de mille indigènes qui se montrent enclins au vol et provoquent des rapports difficiles que l'équipage hollandais conclut par des tirs, tuant une dizaine d'entre eux.
Au sujet des statues, il dit qu'elles "nous frappèrent d’étonnement, car nous ne comprenions pas comment ces gens, dépourvus de bois de gros oeuvre et de cordes solides, avaient pu les ériger.